# Tyler Lacy
Tyler Lacy (Garland, 10 novembre 1999) è un giocatore di football americano statunitense che milita nel ruolo di defensive end per i Jacksonville Jaguars della National Football League (NFL).

## Carriera

### Jacksonville Jaguars
Al college Lacy giocò a football a Oklahoma State. Fu scelto nel corso del quarto giro (130º assoluto) del Draft NFL 2023 dai Jacksonville Jaguars. Debuttò come professionista subentrando nella gara del secondo turno contro i Kansas City Chiefs mettendo a segno un tackle. La sua prima stagione si chiuse con 12 placcaggi e un passaggio deviato in 15 presenze, nessuna delle quali come titolare.